# Condé-en-Barrois
Condé-en-Barrois is een plaats en voormalige gemeente in het arrondissement Bar-le-Duc in het Franse departement Meuse in de regio Grand Est.

## Geschiedenis
Op 1 juli 1972 fuseerde Condé-en-Barrois met Génicourt-sous-Condé, Hargeville-sur-Chée, Louppy-sur-Chée en Les Marats tot de gemeente Les Hauts-de-Chée. De voormalige gemeentes kregen de status van commune associée.

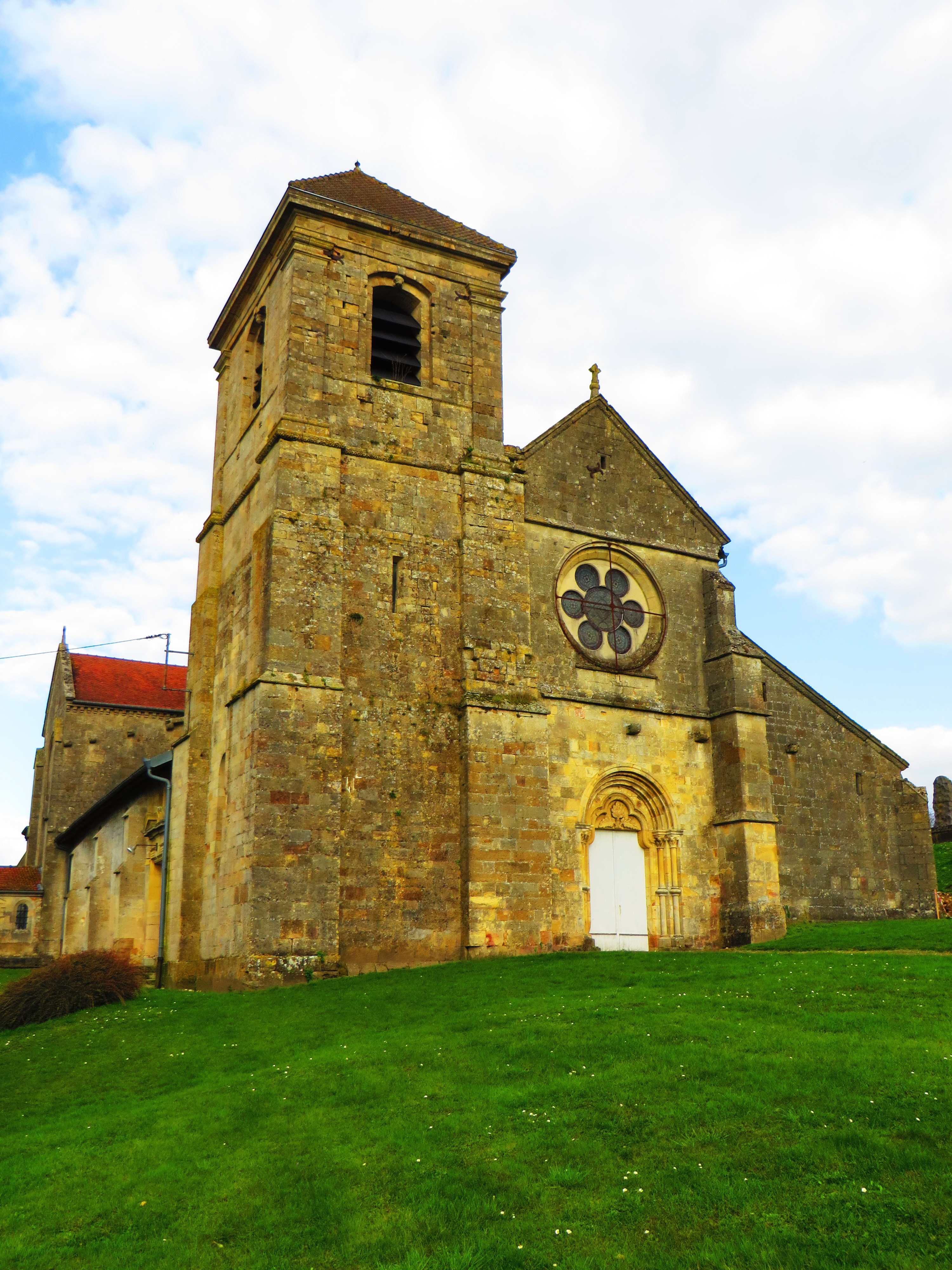
De kerk van Condé-en-Barrois

Condé-en-Barrois · Génicourt-sous-Condé · Hargeville-sur-Chée · Louppy-sur-Chée · Marat-la-Grande · Marat-la-Petite